# La Mariée du château maudit
Pour plus de détails, voir Fiche technique et Distribution.
La Mariée du château maudit ou La Fiancée du château maudit est un court métrage muet français réalisé par Albert Capellani, sorti en 1910.

## Fiche technique
- Titre : La Mariée du château maudit
- Titre alternatif : La Fiancée du château maudit
- Réalisation : Albert Capellani
- Scénario : Léon Poirier
- Photographie :
- Montage :
- Producteur :
- Société de production : Société cinématographique des auteurs et gens de lettres (S.C.A.G.L.)
- Société de distribution :  Pathé Frères
- Pays d'origine :  France
- Langue : film muet avec les intertitres en français
- Métrage : 255 mètres dont 221 en couleur
- Format : Noir et blanc — 35 mm — 1,33:1 —  Muet
- Genre : Comédie dramatique
- Durée : 8 minutes 30
- Dates de sortie :
  -  France : 2 décembre 1910

## Distribution
- Carmen Deraisy : la mariée
- Victor Capoul : le marié
- Herman Grégoire : le père
- Gabrielle Chalon : la mère
- Maria Fromet : la petite
- André Simon
- Carlos Avril
- Paul Fromet
- René Navarre
- Paul Polthy
- Marcelle Barry
- Herté